# Oulens-sous-Échallens
Oulens-sous-Échallens es una comuna suiza perteneciente al distrito de Gros-de-Vaud en el cantón de Vaud.
Se sitúa sobre la carretera 9, a medio camino entre Lausana e Yverdon-les-Bains.
En 2014 tiene 529 habitantes.

## Demografía
Le siguiente gráfica resume la evolución de la población de Oulens-sous-Échallens entre 1850 y 2010: